# Bruno Wintzell
Dag Bruno Victor Wintzell, född 23 mars 1944 i Bromma i Stockholm, död 1 december 2002 i Stockholm, var en svensk operasångare, musikalartist, skådespelare och programledare i TV.
Hans första stora genombrott kom i musikalen Hår på Scalateatern i Stockholm, där han spelade huvudrollen. Uppsättningen var för övrigt Europapremiär på musikalen Hair. Bland Wintzells roller märks den som Jesus i den danska uppsättningen av Jesus Christ Superstar. Han sjöng också rollen som Prinsen i Walt Disneys Snövit och de sju dvärgarna.
I början av 1970-talet försökte han sig på en karriär i Hollywood. Han spelade mot Goldie Hawn i filmen Tjejen från Petrovka utgiven år 1974 och inledde därefter ett flera år långt förhållande med henne. De höll kontakt med varandra ända fram till hans död. I början av 1990-talet blev han även känd som programledare för det omdiskuterade programmet Tutti frutti i TV3. Han nämns som en kärlek på avstånd i Bodil Malmstens bok Mitt första liv. 
Bruno Wintzell avled i Hodgkins lymfom 2002, något han först drabbades av 1970. Han är gravsatt på Galärvarvskyrkogården i Stockholm.

## Diskografi
- 1963 - Linda (EP)
- 1968 - Kärlekens Vals (Singel)
- 1968 - Hår (Rollen som Bruno)
- 1970 - Idag sköt jag ihjäl en okänd man / du och jag - en kärlekshistoria (singel)
- 1970 - Fredens duva (singel)
- 1971 - Debut (LP)
- 1971 - Balladen om Joe Hill (Singel)
- 1972 - Jesus Christ Superstar (Rollen som Jesus)
- 1977 - Tillsammans igen (Singel)
- 1980 - Snövit och de sju dvärgarna (Rollen som Prinsen)
- 1982 - Juletid och helgefrid
- 1985 - Jesus Christ Superstar (Rollen som Jesus)

## Filmografi
- 1969 – Miss and Mrs Sweden
- 1970 – Tintomara
- 1974 – Tjejen från Petrovka
- 1976 – Francis Gary Powers
- 1977 – Bussen
- 1983 – Profitörerna (TV-serie)
- 1988 – Animal Protector

## Teater

### Roller
| År   | Roll        | Produktion                                                                      | Regi            | Teater          |
| ---- | ----------- | ------------------------------------------------------------------------------- | --------------- | --------------- |
| 1968 |             | Hår (Hair) James Rado, Gerome Ragni och Galt MacDermot                          | Pierre Fränckel | Scalateatern    |
| 1978 | Jim Mahoney | Mahagonny (Aufstieg und Fall der Stadt Mahagonny) Bertolt Brecht och Kurt Weill | Torsten Sjöholm | Örebroensemblen |
| 1985 | Jesus       | Jesus Christ Superstar Andrew Lloyd-Webber och Tim Rice                         | Julie Arenal    | Göta Lejon      |